# Sjtjutjinsk
Sjtjutjinsk (kazakiska: Щучинск), är en ort i Kazakstan. Den ligger i oblystet Aqmola, i den norra delen av landet, 210 km norr om huvudstaden Astana. Sjtjutjinsk är huvudort i distriktet (rajonen) Burabaj audany och ligger 409 meter över havet och antalet invånare är 47 290.
Terrängen runt Sjtjutjinsk är huvudsakligen platt, men norrut är den kuperad. Terrängen runt Sjtjutjinsk sluttar västerut. Runt Sjtjutjinsk är det mycket glesbefolkat, med 6 invånare per kvadratkilometer. Sjtjutjinsk är det största samhället i trakten. Trakten runt Sjtjutjinsk består till största delen av jordbruksmark.